# Sanada Nobutsuna
Sanada Nobutsuna (真田 信綱?; 1537 – 29 giugno 1575) è stato un samurai giapponese del periodo Sengoku.
Nacque nel castello di Matsuo ed era il figlio maggiore di Sanada Yukitaka, un daimyō dello Shinano il quale, nel periodo che Nobutsuna raggiunse la maggiore età, giurò fedeltà a Takeda Shingen. Durante la cerimonia per la maggiore età a Sanada Nobutsuna fu concesso il carattere di shin (信?)  dal nome di Takeda Shingen e prese il nome di Nobutsuna (信綱?) .
Si pensa che le prime campagne di Nobutsuna siano avvenute durante l'assedio di Toishi. È conosciuto come uno dei ventiquattro generali di Takeda Shingen. Durante la battaglia di Nagashino nel 1575, Nobutsuna guidò, assieme a suo fratello Masateru, oltre 200 cavalieri e fu ucciso in combattimento. Uno dei suoi nipoti Sanada Yukimura divenne uno dei più famosi samurai di quel tempo.